# Bodegraven-Reeuwijk
Bodegraven-Reeuwijk est une commune des Pays-Bas, située dans la province de la Hollande-Méridionale, entre La Haye et Utrecht, sur les Reeuwijkse Plassen et le Vieux Rhin.
La commune a été créée en 1er janvier 2011 ; elle est issue de la fusion des communes de Bodegraven et de Reeuwijk.
Lors de sa création, la commune comptait 32 199 habitants. Bodegraven en est le chef-lieu.